# Steyr M1912
A Steyr–Hahn néven is ismert Steyr M1912 félautomata pisztoly, melyet 1911-ben az osztrák Steyr Mannlicher cég fejlesztett ki Karel Krnka vezetésével a Roth–Steyr M1907 mechanizmusa alapján. A Császári és Királyi Hadsereg részére fejlesztették ki, 1912-ben rendszeresítették M1912 névvel. A fegyvert a Wehrmachtnál is rendszeresítették és szolgálatban állt a második világháború végéig.
Az M1912-t eredetileg a 9 mm-es Steyr lőszerre tervezték, de az 1938-as Anschluss után az M1912-t a Wehrmacht rendszerbe állította, mintegy 60 000 darabot, melyeket a 9 mm-es Parabellum lőszer alkalmazására szereltek át. A pisztoly a háború végéig szolgálatban maradt.

## Története
Az M1912-t 1911-es modellként fejlesztették ki célzottan katonai fegyverként, de csak 1914-ben rendszeresítették. Eredetileg az osztrák Landwehr számára gyártották, míg a közös hadsereget Roth-Steyr M1907 pisztolyokkal és Rast & Gasser M1898 revolverekkel látták el. A fegyvert Chile és Románia is megrendelte. Az első világháború alatt az M1912 gyártása folyamatosa nőtt. Németország 10 000 darabot rendelt a kézifegyver hiány enyhítésére, ez a sorozat nem összetévesztendő az M1912 későbbi átépítésével), a 9 mm-es Steyr kaliberben.
Az első világháború után polgári kereskedelmi modellt (The Steyr M1911) is állítottak elő, és nagyon népszerű volt a hadsereg tisztjei között, de Steyrnek az alacsony hazai érdeklődés miatt külföldi exportra kellett támaszkodnia a termelés fenntartása érdekében. A német szolgálatba állított fegyver hivatalos megnevezése 9 mm-es P12 (Ö) (Ö: Österreichische, osztrák). A Wehrmacht szolgálati pisztolyait a 08-as bélyegző és a Wehrmachtadler (Wehrmacht Eagle) embléma különböztette meg.
Az M1912 megbízható, jó minőségű fegyver volt, képes volt elviselni a csataterek kedvezőtlen körülményeit is az első világháború idején.

## Jellemzői

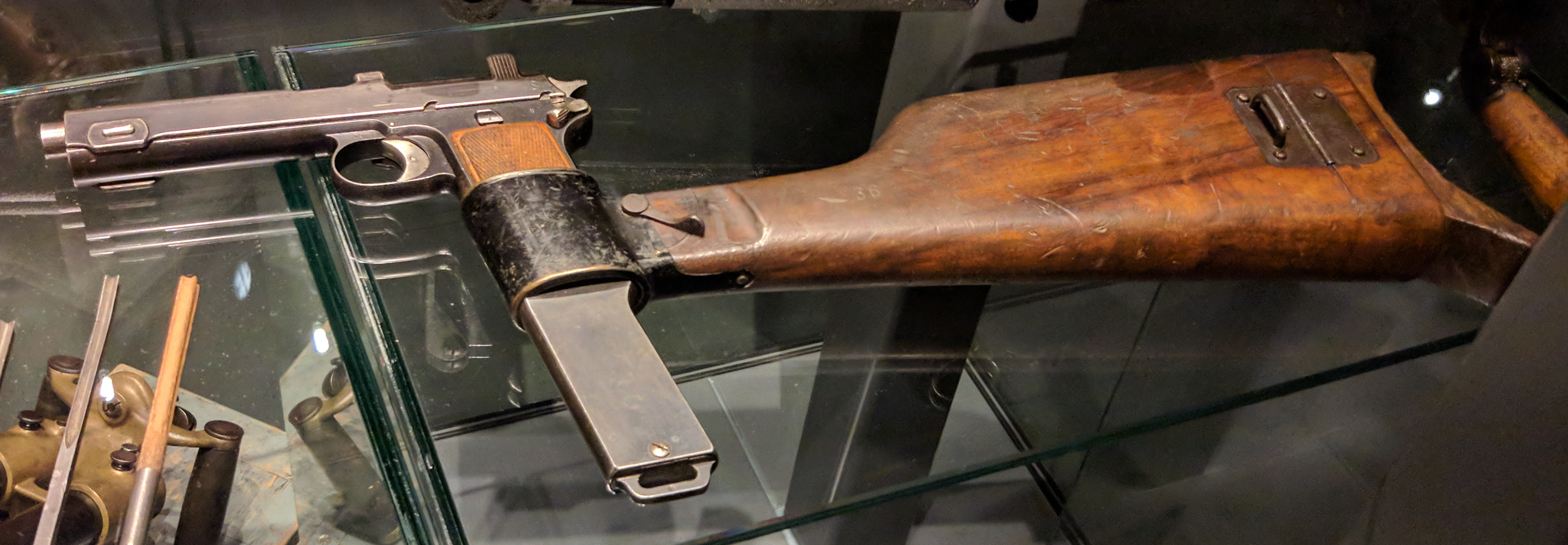
A fegyver felcsatolható válltámasszal és 16 lőszer befogadására alkalmas tárral

A Steyr M1912 pisztoly beépített szekrénytárába 8  db 9 mm-es Steyr vagy 8 db 9 mm-es Parabellum-lőszer fért. Amikor a lövés végbement, a csövön elhelyezkedő szán hátrasiklott, majd – mivel egy rugó újra előrenyomta – új lőszert töltött a csőbe.
A pisztolynak pont ez volt a hátránya a többi korabeli maroklőfegyverekhez képest: a beépített tár. Míg például egy Luger 08 pisztolynak ki lehetett venni a markolatba elhelyezett tárát, addig a Steyrt a szán hátrahúzásával, majd a lőszerek fentről való behelyezésével lehetett megtölteni. Természetesen a használóját segítette a korabeli ismétlőpuskáknál már megszokott töltőléc, melybe előre behelyezte a lőszereket, így a fronton csak a lécet kellett egy erős, határozott mozdulattal a tárba felülről belenyomni. 
A pisztolynak volt egy géppisztolyváltozata is, amely teljesen önműködő (automata) volt. A 8 db lőszer befogadására alkalmas tárat 16 kapacitásúra tervezték, és a fegyverre fel lehetett szerelni egy fából készült válltámaszt is a jobb stabilitás érdekében. Ez volt az Osztrák-Magyar Monarchia első sorozatlövő kézi lőfegyvere, de a világ első félautomatából automatába átalakított pisztolya is, melyet rohampisztoly elnevezéssel kezdtek emlegetni. Az olasz fronton vetették be, ahol gyorsan népszerű lett a lövészárkokban és kavernákban harcoló katonák között. A fegyver olyannyira sikeresnek bizonyult, hogy az osztrák-magyar hadmérnökök belekezdtek a Frommer Stop öntöltő pisztoly hasonló átalakításába is.

## Fordítás
- Ez a szócikk részben vagy egészben  a   Steyr M1912 című angol Wikipédia-szócikk ezen változatának fordításán alapul.  Az eredeti cikk szerkesztőit annak laptörténete sorolja fel. Ez a jelzés csupán a megfogalmazás eredetét és a szerzői jogokat jelzi, nem szolgál a cikkben szereplő információk forrásmegjelöléseként.